# Regavim
Pour les articles homonymes, voir Regavim (homonymie).

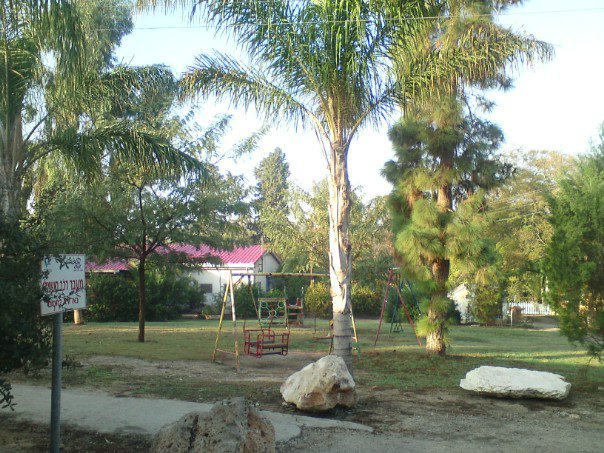

Regavim est un kibboutz du conseil régional de Ménashé créé en 1947 par les immigrants de Tunisie et d'Italie issus du mouvement Habonim Dror. Régavim dont l'appellation signifie "mottes de terre" est situé entre Hadera et la ville arabe d'Um el Fahm.